# 深圳地鐵22號線
深圳地铁22号线，曾称中轴线，是深圳地铁的一条建设中的市域快线，起自黎光站、终至上沙站，途经龙华区、龙岗区和福田区并串连深圳市中部发展轴，全长34.76公里，共设车站21座，于2024年1月2日开工建设。
本线属深圳市城市轨道交通第五期建设规划中获批兴建的路线之一。

## 历史沿革
22号线由龙华区提出，最初名为“中轴线”，首次较为详细的走向出现于2020年4月30日详细规划的公示中。
线路沿金花路、沙嘴路、侨香路、景田北街、梅华路、凯丰路、梅观路、民治大道、民清路、五和大道（清祥路）、澜清二路、平安路、富澜路、临宝街、观光路和龙华大道（原泗黎路）等通道布设，线路全长约38公里，全线采用地下敷设方式，共设车站22座。线路共设置1处车辆基地及1处比选停车场，分别为黎光车辆段和香蜜南停车场，其中黎光车辆段位于观澜北深莞边境、龙华大道东侧，用地面积约27.6公顷；香蜜南停车场位于深南大道南侧绿地内，采用地下敷设，用地面积约12.3公顷。线路设计最高运行速度100公里/小时，采用A型车8辆编组。
根据《深圳市城市軌道交通第五期建設規劃（2023-2028）》，22号线1期已列入，为黎光站至上沙站，而福田保税区内路段需押后建设。
2024年1月2日，22号线一期工程在黎光车辆段开工启动。

## 建設
2024年1月2日，深圳地鐵22號線一期開工建設
2024年3月18日，深圳地鐵22號線首批站點黎光車輛段和鷺湖站試樁樁基打下“第一樁” 。
2024年3月23日，深圳地鐵22號線凱豐站至民樂站區間風井順利開工。
2024年4月2日，深圳地鐵22號線桂花站首樁開鑽，成為全線首個開鑽的車站；同日，《深圳市城市軌道交通22號線一期工程環境影響報告書》（徵求意見稿）發佈。
2024年4月13日，深圳地鐵22號線上沙站開始交通疏解圍擋施工。

## 路线
本线承担福田主中心对龙华和东莞等地区的辐射带动作用和缓解中部走廊交通压力的功能，实现福田主中心与观澜组团中心45分钟、临深片区60分钟通达的规划目标。
线路起于福保南站，终止于黎光站，并预留延伸至东莞的条件。线路沿线途经福田、龙华和龙岗3个行政区，联系福田保税区、车公庙、香蜜湖、梅林、民治、坂雪岗、鹭湖和观澜等片区，并与轨道网络多条线路衔接换乘。

## 车站及接驳路线
| 車站名稱 | 英文名稱       | 所在區域 | 啟用日期   | 接駁線路／車站                                              | 月臺類型     |
| -------- | -------------- | -------- | ---------- | ----------------------------------------------------------- | ------------ |
| 22號線   |                |          |            |                                                             |              |
| 黎光     | Liguang        | 龙华区   | 预计2028年 |                                                             | 地下岛式月台 |
| 库坑     | Kukeng         | 龙华区   | 预计2028年 |                                                             | 地下岛式月台 |
| 桂花     | Guihua         | 龙华区   | 预计2028年 |                                                             | 地下岛式月台 |
| 松元厦   | Songyuanxia    | 龙华区   | 预计2028年 | █4号线                                                      | 地下岛式月台 |
| 鹭湖北   | Luhu North     | 龙华区   | 预计2028年 |                                                             | 地下岛式月台 |
| 鹭湖     | Luhu           | 龙华区   | 预计2028年 |                                                             | 地下岛式月台 |
| 观湖     | Guanhu         | 龙华区   | 预计2028年 |                                                             | 地下岛式月台 |
| 风门坳   | Fengmanao      | 龙岗区   | 预计2028年 |                                                             | 地下岛式月台 |
| 岗头北   | Gangtou North  | 龙岗区   | 预计2028年 |                                                             | 地下岛式月台 |
| 松和     | Songhe         | 龙华区   | 预计2028年 | █27号线                                                     | 地下岛式月台 |
| 油松     | Yousong        | 龙华区   | 预计2028年 | █25号线                                                     | 地下岛式月台 |
| 民治北   | Minzhi North   | 龙华区   | 预计2028年 | 深大城际                                                    | 地下岛式月台 |
| 民治     | Minzhi         | 龙华区   | 预计2028年 | █5号线                                                      | 地下岛式月台 |
| 横岭     | Hengling       | 龙华区   | 预计2028年 |                                                             | 地下岛式月台 |
| 民乐     | Minle          | 龙华区   | 预计2028年 | █4号线                                                      | 地下岛式月台 |
| 凯丰     | Kaifeng        | 福田区   | 预计2028年 |                                                             | 地下岛式月台 |
| 北环中学 | Meifeng        | 福田区   | 预计2028年 |                                                             | 地下岛式月台 |
| 香梅北   | Xiangmei North | 福田区   | 预计2028年 | █2号线                                                      | 地下岛式月台 |
| 红荔西   | Hongli West    | 福田区   | 预计2028年 |                                                             | 地下岛式月台 |
| 香蜜西   | Xiangmihu West | 福田区   | 预计2028年 | █14号线、█20号线 車公廟站 (█1号线、█7号线、█9号线、█11号线) | 地下岛式月台 |
| 上沙     | Shangsha       | 福田区   | 预计2028年 | █7号线                                                      | 地下岛式月台 |
| 注释     |                |          |            |                                                             |              |
| 1.       |                |          |            |                                                             |              |
| 论 编    |                |          |            |                                                             |              |

根据线路走向，22号线与其它线路换乘的车站或有：
- 松元廈站：换乘4號綫。4號線建設時未作出預留，預計為站廳通道轉乘。
- 观湖站：换乘18號線及广深中轴城际。22號線和广深中轴城际兩線平行，22號線設計時已考慮广深中轴城际線接入，為同台轉乘站；22號線和18號綫十字交叉，22號線建造時将同步建造下层的18号线站台。
- 松和站：换乘27號綫。兩線車站統一設計，同步施工。
- 油松站：换乘25號綫。兩線車站統一設計，同步施工，為T字型節點轉乘。
- 民治北站：换乘深大城际铁路（33號線）。33號線建設時已預留已預留換乘節點，為T字型節點轉乘，33號線在上，22號線在下。
- 民治站：换乘5號綫。5號線建設時未作出預留，預計為T字型節點轉乘。
- 民乐站：换乘4號綫。4號線建設時未作出預留，預計為站廳通道轉乘。
- 香梅北站：轉乘2号线。2號線建設時未作出預留，預計為站廳通道轉乘。
- 红荔西站：换乘24号线。24號線為遠期線路，本线建设时仅预留通道换乘条件。
- 香蜜西站：换乘14号线和20号线。兩線皆為遠期線路，本线建设时仅预留L字型轉乘節點。
- 上沙站：换乘7号线。7號線建設時未作出預留，預計為站廳通道轉乘。